# Malangbong (plaats)
Malangbong is een bestuurslaag in het regentschap Garut van de provincie West-Java, Indonesië. Malangbong telt 8063 inwoners (volkstelling 2010).